# 空気椅子
空気椅子（くうきいす）は、椅子に腰を掛けているような姿勢で体の状態を維持すること。

## トレーニング法
膝周囲の筋肉トレーニングの方法の一つ。
バランスボールを壁と背中の間に挟んで膝が90°になるようにして膝関節靭帯損傷のリハビリや再発予防のトレーニングとしても行われている。

## 円環座法
科学実験やイベントなどで行われるもので、大人数で輪を作り後の人の膝の上に腰を掛けてゆき、体勢を維持すること。円環座法という。

## その他の用例
前節の円環座法とは別に、最初の一人だけが椅子に腰かけ、その膝の上に次の人が座り、次の人の膝にまた次の人が座り...という繰り返しで「一つの椅子に多数の人が連なって座る」人数を競うイベントも「空気椅子」と呼ばれることがある。こちらの方の記録としては、2016年3月19日には宮崎県小林市で市民らが「人間空気イス」の世界記録に挑戦して2067人のギネス世界記録に認定され、2015年3月に岐阜県山県市で達成された1831人の記録を更新した。